# Carl Hanns Erkelenz
Carl Hanns Erkelenz (auch: Carl H. Erkelenz, Karl Hans Erkelenz; * 12. Oktober 1907; † 1993) war ein deutscher Verlagsleiter und Schriftsteller.

## Leben
Carl Hanns Erkelenz gab die von 1928 bis 1931 monatlich in Kleve erscheinende Kulturzeitschrift Der Niederrhein heraus. Ab 1946 war er Leiter des Bagel-Verlages in Düsseldorf. Erkelenz war Herausgeber von literarischen Anthologien und übersetzte aus dem Flämischen ins Deutsche.
Seine von ihm selbst herausgegebene Schrift Der hölzerne Säbel – Die schönsten Soldatenmärchen (mit Bildern von Martin Koser und Ruth Koser-Michaëls; Schöningh, Paderborn 1943) und das von ihm zusammen mit Karl Rauch herausgegebene Nacht unter Sternen – Weihnachtsbuch für die deutschen Soldaten in Norwegen (im Auftrag der Wehrmachtbefehlshabers Norwegen hrsg. v. d. Wehrmachtpropagandagruppe durch Karl Rauch; 1943) wurden nach dem Ende des Zweiten Weltkrieges in der Sowjetischen Besatzungszone auf die Liste der auszusondernden Literatur gesetzt.

## Werke
- Der Kunsttöpfer Josef Hehl, Duisburg, 1930
- Der selige Bruder Klaus von der Flüe, Kevelaer, 1933

## Herausgeberschaft
- Die Brücke, Duisburg 1929 (herausgegeben zusammen mit Wilhelm Bachmann)
- Joseph von Lauff: Das Joseph-von-Lauff-Buch, Berlin, 1930
- Das Mutterbuch, Cleve [u. a.], 1930 (herausgegeben zusammen mit Wilhelm Bachmann)
- Flämische Weihnacht, München, 1937
- Handbuch für Fest und Feier, Kevelaer
  - 1. Familie und Pfarrgemeinde, 1937
  - 2. Das Jahr der Kirche, 1937
  - 3. Schule und Vaterland. 1937
- Unseres Herrgotts fröhliche Schar. München, 1937
- Vierzehn Nothelfer, Freiburg 1937
- Unsere Liebe Frau aus Flandern, Salzburg [u. a.] 1938
- Jeremias Gotthelf: Fröhliche Brautfahrt, Paderborn 1940
- Nikolaj S. Leskov: Die Gerechten, Paderborn, 1940
- Der hölzerne Säbel, Paderborn, 1943
- Nacht unter Sternen, Oslo, 1943 (herausgegeben zusammen mit Karl Rauch)
- Nikolaj S. Leskov: Der Gast beim Bauern, Recklinghausen, 1947
- Weihnacht der Völker, Düsseldorf, 1947
- Im Jahr des Herrn, Recklinghausen, 1952